# 比尔 (上比利牛斯省)
比尔（法語：Burg）是法国上比利牛斯省的一个市镇，属于塔布区（Tarbes）图尔奈县（Tournay）。该市镇总面积12.56平方公里，2009年时的人口为268人。

## 人口
比尔人口变化图示